# Poporo

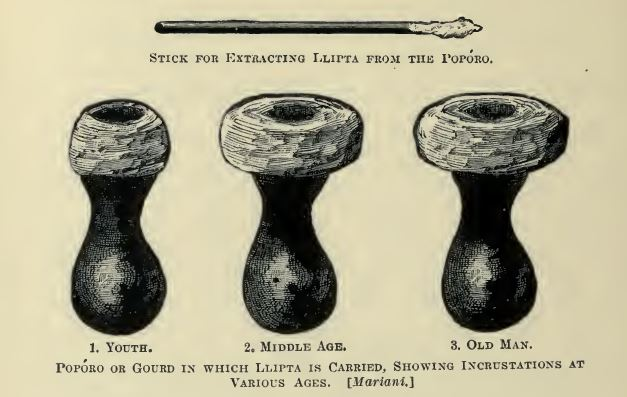
Ilustración de un poporo de un joven, de un adulto y un mayor

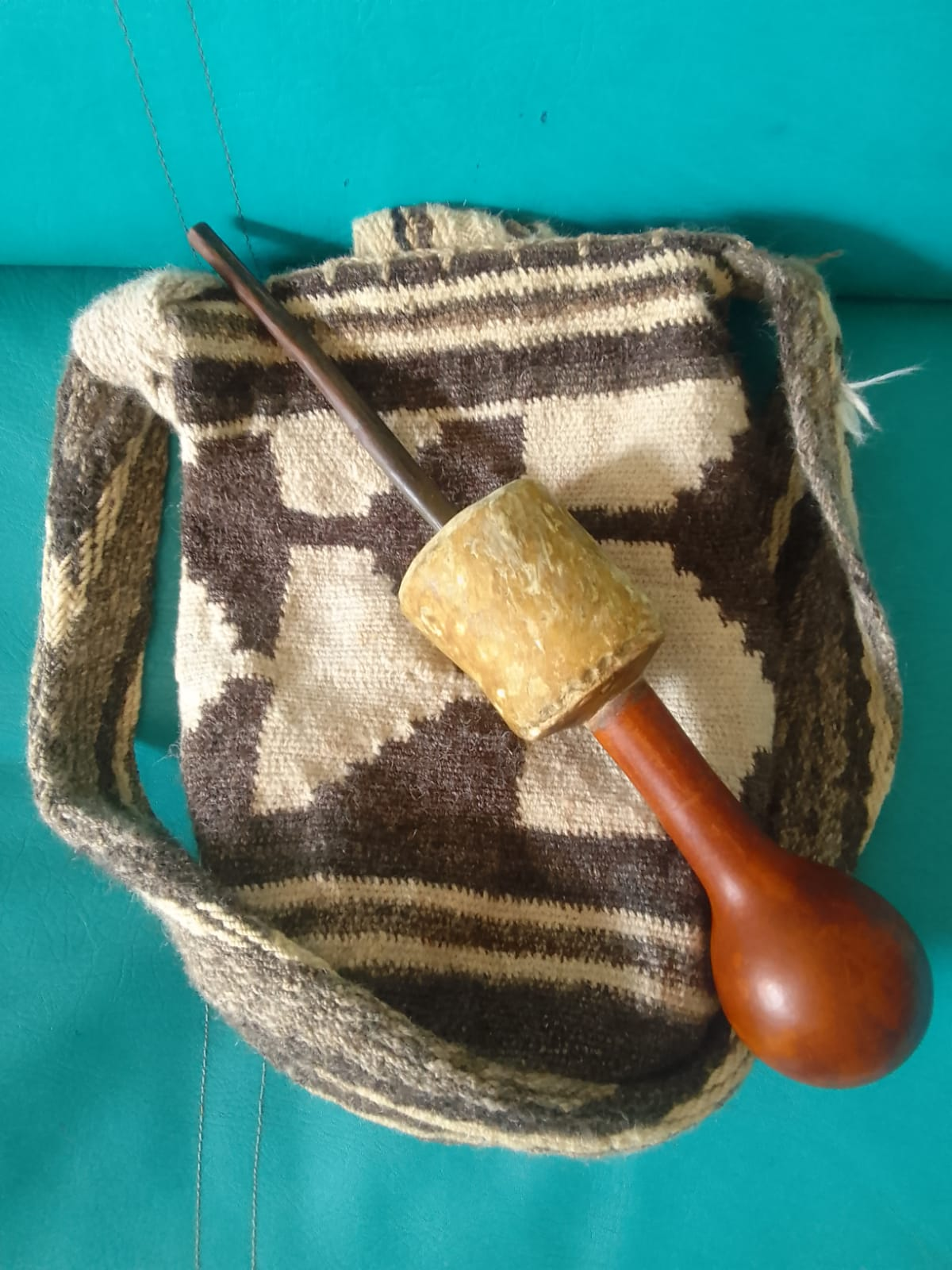
Poporo arhuaco sobre una mochila arhuaca

Un poporo (del idioma iku: To´buru) es un instrumento de las culturas ancestrales tayrona y quimbaya, y de las culturas contemporáneas de los pueblos arhuaco (ika o iku), kankuamo, kogui (o kágaba) y wiwa en Colombia. Forma parte del patrimonio cultural material e inmaterial de esos pueblos y se considera como uno de los símbolos de la identidad cultural del país. Su utilización, como parte del sagrado ritual del mambeo, es un símbolo de la pervivencia cultural de estos pueblos.
El poporo es un instrumento imprescindible en el ritual del mambeo, al igual que la mochila que contiene las hojas tostadas de ayu (Erythroxylum novogranatense).
Este instrumento está elaborado con materiales naturales y tiene cuatro componentes:
- El sokulum (también llamado palillo, alfiler o aguja),[7] que simboliza lo masculino.
- La cal, elaborada ritualmente a partir de conchas marinas calcinadas y pulverizadas.
- El calabazo, que simboliza lo femenino.
- El pensamiento, representada por la forma cilíndrica de color amarillo producto acumulado del ritual mambeo consistente en una mezcla de agua, hojas de coca y cal.[5]

## Tradiciones de uso

### Pueblo arhuaco
En la Sierra Nevada de Santa Marta, el poporo se entrega únicamente al varón mediante ceremonia especial, en cumplimiento de las prácticas culturales de las etapas fundamentales de la vida del ser arhuaco, las cuales son el bautizo (o Gunséymuke) con ocasión del nacimiento, el desarrollo (o Munséymuke) con ocasión de la entrada a la pubertad, el matrimonio (o Jwa ungawi) para iniciar la vida en pareja, y la mortuoria (o Eysa owmey) con ocasión de la muerte. La entrega del poporo se hace previo a la ceremonia del matrimonio, donde se comunica a la comunidad la capacidad del ser iku de cumplir la Ley de Origen, con capacidad para ser responsable de sí mismo, de la compañera e hijos, y miembros de la familia que lo necesiten.